# Estabilizador de humor

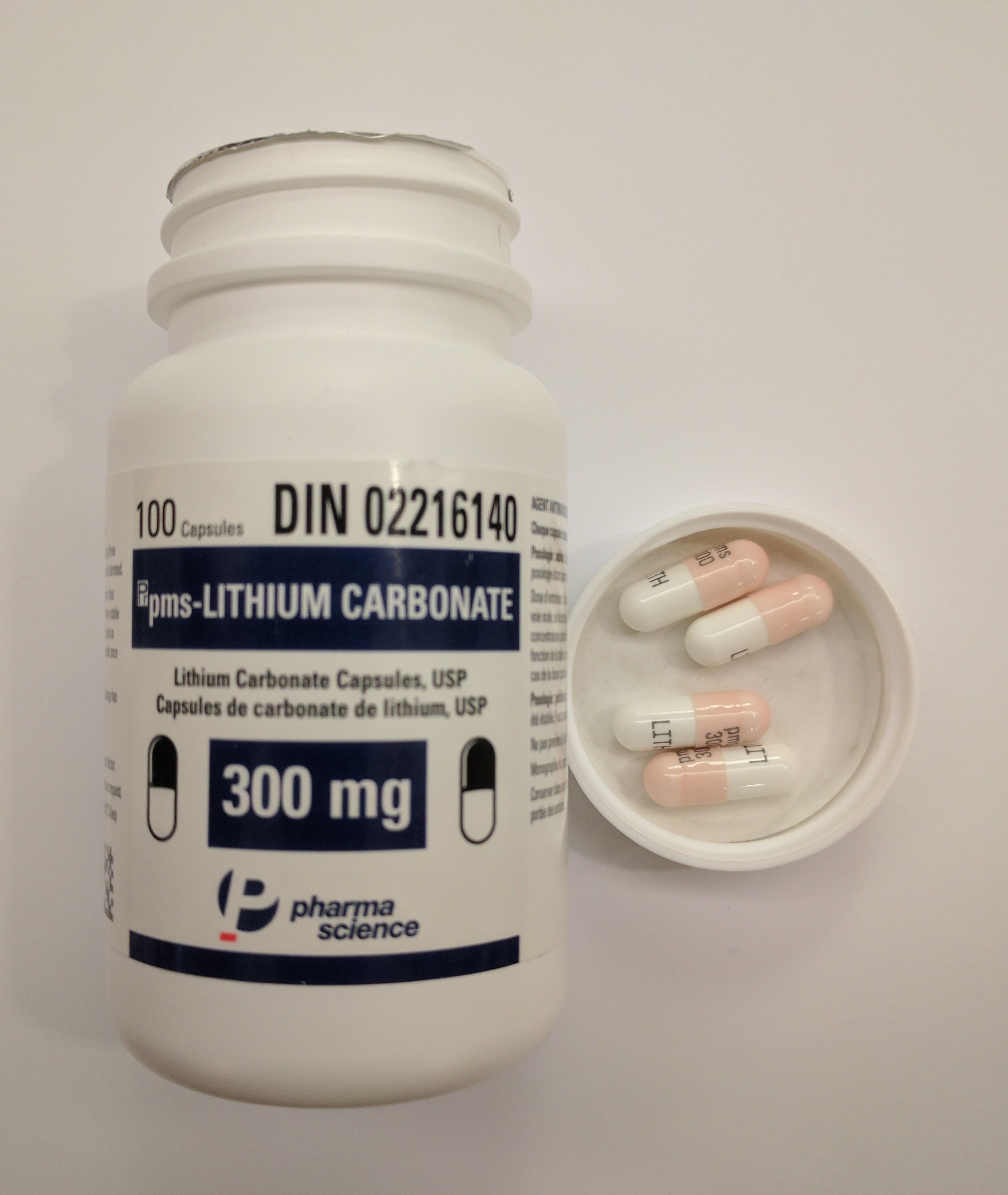
Um frasco com cápsulas de lítio. O lítio é um estabilizador de humor clássico.

Um estabilizador de humor é um medicamento psiquiátrico usado para tratar transtornos de humor caracterizados por mudanças de humor intensas e frequentes, como aquelas presentes no transtorno bipolar e no tipo bipolar do transtorno esquizoafetivo.

## Usos
Os estabilizadores de humor são utilizados predominantemente no tratamento do transtorno bipolar, evitando mudanças de humor para episódios de mania (ou hipomania) e de depressão. Os estabilizadores do humor também podem ser usados no transtorno esquizoafetivo, quando este é do tipo bipolar.

## Exemplos
O termo "estabilizador de humor" não descreve com precisão um mecanismo de ação, mas sim um efeito. Uma terminologia mais precisa, com base na farmacologia, é usada para classificar melhor esses compostos. As drogas comumente classificadas como estabilizadores de humor incluem:

### Minerais
- Lítio – o lítio é descrito como o estabilizador de humor "clássico", pois foi o primeiro a ser aprovado pela Food and Drug Administration (FDA) e ainda continua popular. O monitoramento desse medicamento é necessário para garantir que os níveis de lítio permaneçam na faixa terapêutica, que varia de 0,6 a 0,8-1,2 mEq/L. Os sinais e sintomas de toxicidade incluem náuseas, vômitos, diarreia e ataxia.[3] Os efeitos colaterais mais comuns são letargia e ganho de peso. Os efeitos colaterais menos comuns são visão turva, um leve tremor e uma sensação de mal estar. Em geral, esses efeitos colaterais ocorrem nas primeiras semanas após o início do tratamento com lítio. Geralmente, os sintomas podem ser melhorados com a redução da dose ou com tempo de adaptação à dose atual.[4]

### Anticonvulsivantes
Muitos agentes descritos como "estabilizadores de humor" também são classificados como anticonvulsivantes. Ocasionalmente, o termo "estabilizadores de humor anticonvulsivantes" é usado para descrevê-los como uma classe farmacológica. Embora esse grupo também seja definido pelo efeito, e não pelo mecanismo, há uma compreensão maior do mecanismo de ação da maioria dos anticonvulsivantes usados no tratamento de transtornos do humor.
- Valproato – disponível em forma de comprimidos de liberação prolongada e liberação imediata, bem como em solução líquida. Esse medicamento pode causar irritação no estômago, especialmente quando ingerido na forma de ácido livre. A função hepática e o hemograma completo devem ser monitorados.[6]
- Lamotrigina – aprovado pela FDA para terapia de manutenção do transtorno bipolar. A dose usual costuma ser entre 100 a 200mg por dia.[7] A lamotrigina pode causar a síndrome de Stevens-Johnson, uma doença de pele rara, mas potencialmente fatal.[8]
- Carbamazepina – aprovado pela FDA para o tratamento de episódios maníacos ou mistos (ou seja, caracterizado tanto pelo humor deprimido como por episódios maníacos) em pessoas com transtorno bipolar do tipo I.[9] Raramente, a carbamazepina pode causar uma diminuição abrupta nosneutrófilos, chamada de agranulocitose. A carbamazepina interage com muitos medicamentos, incluindo outros estabilizadores de humor (por exemplo, lamotrigina) e antipsicóticos (por exemplo, quetiapina).

Ainda não há evidências suficientes para sustentar o uso de vários outros anticonvulsivantes, a exemplo da gabapentina e do topiramato, como estabilizadores de humor.

### Antipsicóticos
- Alguns antipsicóticos atípicos (aripiprazol, risperidona, olanzapina, quetiapina, asenapina, paliperidona, ziprasidona e lurasidona) também possuem efeitos estabilizadores do humor e, portanto, podem ser prescritos mesmo quando sintomas psicóticos estão ausentes.[11]

### Outros
- Evidências limitadas sugerem que os ácidos graxos ômega-3 podem ter um efeito estabilizador do humor[12] Em comparação com placebo, ômega-3 parece mais capaz de aumentar os efeitos dos medicamentos estabilizadores do humor no transtorno bipolar, mas ensaios adicionais são necessários para estabelecer os efeitos dos ácidos graxos ômega-3 isoladamente.[13]
- Sabe-se que o hipotiroidismo, mesmo quando subclínico, pode diminuir a resposta do paciente tanto aos estabilizadores de humor quanto a antidepressivos. Além disso, pesquisas preliminares sobre o aumento do uso da tireoide em pacientes com transtorno bipolar ciclotímico foram positivas, mostrando uma desaceleração na frequência do ciclo e redução dos sintomas. Um estudo controlado que administrou 300mcg de dose diária do hormônio levotiroxina (T4) concluiu que este é superior ao placebo. Em geral, os estudos mostraram que o T4 é bem tolerado e eficaz mesmo em pacientes sem hipotireoidismo evidente.[14]

### Terapia combinada
Na prática clínica, a monoterapia muitas vezes não é eficaz para terapia aguda e/ou de manutenção e, portanto, a maioria dos pacientes recebe terapias combinadas. A terapia combinada (antipsicótico atípico com estabilizador de humor) mostra eficácia superior em relação à monoterapia na fase maníaca em termos de prevenção de recaídas. No entanto, os efeitos colaterais e as taxas de descontinuação costumam ser mais frequentes, pois os efeitos adversos são mais incidentes na terapia combinada do que na monoterapia.